# Rudolf Eitelberger

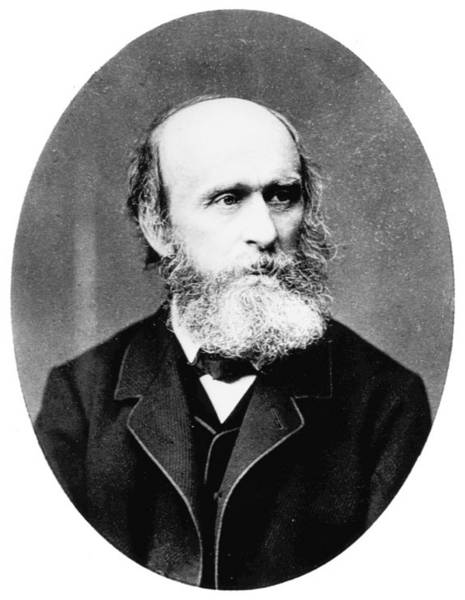
Rudolf Eitelberger.

Rudolf Eitelberger von Edelberg, född 17 april 1817, död 18 april 1885, var en österrikisk konstforskare.
Eitelberger grundlade den modernare konstvetenskapen i Wien, där han var professor vid universitetet och grundare och ledare för Österreichisches Museum für Kunst und Industrie. Hans mest betydande litterära verk är utgivandet av Quellenschriften für Kunstgeschichte und Kunsttechnik des Mittelalters und der Renaissaince (18 band, 1871-1882).